# قنومة برناردية
قنومة برناردية (الاسم العلمي:Mormyrus bernhardi) (بالإنجليزية: Bernhard's elephant-snout fish)‏ هي نوع من الأسماك تتبع جنس القنومة من فصيلة الأسماك القنومية.